# Indigo (Roman)
Indigo ist ein Roman des österreichischen Autors Clemens Setz, der im September 2012 beim Suhrkamp Verlag erschien.

## Handlung
Der Roman spielt in einer alternativen Realität, in der es sogenannte Indigo-Kinder (auch Dingos oder I-Kinder genannt) gibt. Das Buch erzählt von der Recherche des jungen Mathematiklehrers Clemens Setz, der 2006 an einer seltsamen Internatsschule für diese Kinder arbeitet, der Helianau im Norden der Steiermark. Wer einem von ihnen zu nahe kommt, erleidet Übelkeit, Brechreiz, Schwindel und heftige Kopfschmerzen. Der Mathematiklehrer Setz entdeckt, dass die Indigo-Kinder „reloziert“ werden: Immer wieder werden Kinder in eigenartigen Maskierungen davongefahren. Der genaue Grund dafür bleibt ein Rätsel, angedeutet wird, dass sie als Folterwerkzeuge benutzt werden. Als Setz beginnt, Nachforschungen anzustellen, wird er aus dem Schuldienst entlassen, nachdem er den Leiter der Schule tätlich angegriffen hat. Bis zuletzt gelingt es ihm nicht, sich Klarheit über die Vorgänge in der Schule zu verschaffen.
Daneben erfährt der Leser die Geschichte eines ehemaligen Schülers von Helianau, Robert Tätzel, bei dem die Symptome der Indigo-Krankheit im Alter an Intensität verloren haben. Dieser Handlungsstrang wird zwar parallel zu Setz’ Recherche erzählt, spielt aber etwa 15 Jahre in der Zukunft. Tätzel stößt in den Zeitungen auf einen aufsehenerregenden Strafprozess, in dem sein ehemaliger Mathematiklehrer Clemens Setz vom Vorwurf freigesprochen wurde, einen Tierquäler bei lebendigem Leib gehäutet zu haben. Er macht sich auf die Suche nach seinem alten Lehrer, um ihm die weit zurückliegenden Vorgänge in Helianau zu erzählen. 

## Erzähltechnik
Clemens Setz vermischt in dem Roman Fakten mit Fiktion. So tritt der Autor selbst als Protagonist in Erscheinung und wird im Klappentext als an der Krankheit Leidender bezeichnet. Zu seiner Entscheidung, sich quasi selbst als Hauptfigur in seinen Roman hineinzuschreiben, sagt Setz, dass dies erst während des Schreibprozesses geschehen sei. Er sei zu Beginn von einem Ich-Erzähler ausgegangen und stellte dann im weiteren Verlauf fest, dass er selbst viele Eigenschaften mit diesem Charakter teilte. Er hatte zunehmend Schwierigkeiten damit, die Figur von sich fernzuhalten, und beschloss: „Sei einfach ehrlich und bekenn dich dazu. Das bist du – das bin ich.“ Bereits der Klappentext behauptet, der Autor habe am (in Wahrheit fiktiven) Helianau-Institut gearbeitet und leide an den Spätfolgen der (gleichfalls fiktiven) Indigo-Belastung. Damit werden die Grenze zwischen Autor, Ich-Erzähler und Protagonist bereits auf der Ebene des Peritexts bewusst verwischt, weshalb der Literaturwissenschaftler Paul Schäufele Indigo als Werk der Autofiktion kennzeichnet, auch wenn der Roman kleinere Unterschiede zwischen der realen Person Clemens Setz und der gleichnamigen literarischen Figur machen. Die Poetik des Romans entspreche der in ihm selber beschriebenen Theorie des Uncanny Valley: Mit seiner immer wieder nur „knappen Verfehlung von Referentialisierung“ überschreite der Roman die Gattungs- und Lesekonventionen.
Der Leser partizipiert an der Recherche der Hauptfigur, indem Setz zwischen den Handlungssträngen unterschiedliche tagebuchartige Ausschnitte seiner Mappen, die er nach den Gesprächen mit unterschiedlichen Personen, die ihm dabei helfen sollen, das Indigo-Syndrom komplett zu begreifen, in den Text einwebt. Hierbei handelt es sich um Ausschnitte aus fingierten historischen Kalendergeschichten, angeblichen philosophischen Abhandlungen, diversen Fotografien und Medizinprotokollen. Manche der Dokumente sind unverändert übernommen, manche leicht abgeändert, manche schlichtweg erfunden. So wird mit intertextuellen Elementen operiert, die u. a. dem Leser glaubhaft machen sollen, dass die Indigo-Krankheit tatsächlich existiert. Zu dieser Vermischung von Wahrheit bzw. Wirklichkeit und Fiktion äußert sich Setz auch in einem Interview: „Geschichten sind nicht dafür da, unsere Wirklichkeitsdrüsen zu massieren“. Die zwei Handlungsstränge, zwischen denen 15 Jahre liegen, werden immer in abwechselnden Kapiteln erzählt. Dass beide Handlungsstränge auf unterschiedlichen Ebenen spielen zeigt sich in zwei Passagen, in denen Julia, die Partnerin des von seinen Recherche stark belasteten Ich-Erzählers, metafiktional empfiehlt, sich auszudenken, wie es Tätzel fünfzehn Jahre später gehen könnte. Auf einen Bruch zwischen beiden Erzählsträngen deutet auch die Herausgeberfiktion der grünen und der rotkarierten Mappe, in denen der Ich-Erzählung  seine Recherchen dokumentierte und die im Buch in serifenbetonten Linear-Antiqua wiedergegeben werden. In der Tätzel-Handlung, die auktorial erzählt wird, hat Setz diese Mappen an seinen ehemaligen Schüler übergeben, der sie verbrannte: Unter dieser Voraussetzung könnten sie nicht mehr gelesen werden.
Der Roman enthält auch Material über Indigo-Kinder, das von fremden Autoren zu stammen scheint und das der Ich-Erzähler bei seinen Recherchen zusammengetragen hat, so eine Kalendergeschichte von Johann Peter Hebel oder einen Auszug aus dem Goldenen Zweig von James George Frazer. In Wahrheit sind diese Passagen aber vom Autor fingiert oder so verändert, dass sie in die Romanhandlung passen. Die Verifikationsbemühungen, zu denen der Roman fortlaufend herausfordert und die stets enttäuscht werden, erzeugen beim Leser ebenso Verunsicherungen, wie die langen Dialoge, in denen die Sprechenden lediglich Andeutungen machen, begonnene Sätze abbrechen oder sich in langen Digressionen ergehen.

## Sprache
Setz verwendet eine einfache Sprache und greift vor allem auf zahlreiche Dialoge zurück, die abrupt abbrechen. Weiterhin wimmelt es im Roman von unzähligen intertextuellen Anspielungen auf die Weltliteratur, Musik, Filme, Serien und Comics.

## Das Konzept der Indigo-Kinder
So wie viele der Dokumente, die Setz in seinen Roman einbaut, beruht auch das Konzept der Indigo-Kinder auf Diskussionen v. a. in esoterischen Kreisen, wo es besonders in den 1990ern sehr präsent war. Diese Indigo-Kinder haben angeblich eine indigofarbene Aura und fungieren als Medium zu engelhaften Wesen. Ihnen werden besondere psychische und spirituelle Eigenschaften zugeschrieben, wie etwa ein hoher Intelligenzquotient, ADHS, Hochsensibilität und eine starke Abneigung gegenüber jeglicher Form von Autorität. Setz übernahm diese Vorstellung keineswegs direkt, sondern verpasste seinen fiktionalen Indigo-Kindern stattdessen eben eine krankmachende Aura. In seinem Roman brennen die Indigo-Kinder in späteren Lebensjahren aus und können sich mehr oder weniger in die Gesellschaft integrieren, obwohl sie häufig nach wie vor wie Aussätzige behandelt werden. Ein ausgebranntes Indigo-Kind hat also keine oder nur mehr eine sehr geringe Wirkung auf Personen in seinem Umfeld.

## Rezeption
Das Buch stand 2012 auf der Shortlist für den Deutschen Buchpreis 2012 im Rahmen der Frankfurter Buchmesse. Wie die anderen fünf Finalisten erhielt der Autor eine Prämie von 2500 Euro. Weiterhin wurde Setz für den Roman mit dem Literaturpreis "Text & Sprache" des Kulturkreises der deutschen Wirtschaft 2013 ausgezeichnet.
Rezensenten und Rezensentinnen kamen großteils zum Konsens, dass Indigo als ausgesprochen gut gelungen zu bewerten sei. Besonders auf die Originalität des Werkes wurde häufig verwiesen. So schrieb etwa Klaus Kastberger von der Presse: „Dass das Buch ‚Indigo‘ anders sein will als die anderen, merkt man ihm schon auf den ersten Blick an.“ Christoph Hartner von der Kronen Zeitung meinte, dass Setz „[i]ronische Metafiktion und große Erzählkunst verbindet […] wie derzeit kaum ein anderer Autor“, und auch Julia Schaffenhofer von der Kleinen Zeitung sah Indigo als „exzellent wagemutige Prosa“.
Für Jan Wiele auf faz.de war die Lektüre des Romans teilweise „abschreckend“, teilweise „zum Verrücktlachen“ und sie wecke „detektivischen Eifer“. Jens Jessen schrieb in Die Zeit online, dem Autor gebühre für seine Entdeckung „eine Palme“. Eva Behrendt nennt den Roman in der taz ein  Labyrinth, in dem der Leser immer wieder „in einer neuen Sackgasse“ lande und daher „bei fortschreitender Lektüre leichte Kopfschmerzen und heftigen Schwindel“ erleide. Diese körperliche Wirkung seines Texts sei „vermutlich das größte Kompliment, das man Setz machen kann“. Dagegen kritisierte Sebastian Hammelehle im Kulturteil von Spiegel Online, dass das Buch nur an der Oberfläche radikal wirke, es ihm in Wahrheit jedoch an Kühnheit mangele in „blut- und sauerstoffarmer Atmosphäre“.
Wolfgang Paterno von Profil bezeichnet den Roman als einen „Bastard aus Agenten-, Science-Fiction- und Politthriller, Schauer- und Liebesgeschichte, untermischt mit Amoklauffantasien und Schockbildern“.

## Buchausgaben
- Indigo. Suhrkamp, Berlin 2012, ISBN 978-3-518-42324-0 (Hardcover).